# EPSXe
ePSXe је један од емулатора Сони Плејстејшн конзоле.
Користи систем plugin-ова, чијом се употребом до детаља може подесити свака појединачна ставка у вези са емулацијом хардвера .
Употреба plugin-ова има још једну позитивну страну. Наиме, иако је рад на емулатору вероватно обустављен, различити програмери редовно објављују нове верзије својих plugin-ова чиме доприносе сталном побољшању рада емулатора.

## Захтевност
Емулатор није претерано захтеван и може се покренути на сваком новијем рачунару. Минимални захтеви су следећи:
- Процесор: Пентиум III
- Радна меморија: 128
- Графичка карта: карта са 3Д акцелерацијом
- Оперативни систем: Виндоуз 98 или Линукс
- DirectX: DirectX 7a са Direct3D подршком
- CD-ROM: 16Х

Оваква конфигурација је довољна за покретање игара у емулатору, али се свакако, за удобније играње препоручује нешто јачи рачунар.

## 
Такође на уму треба имати да ePSXe емулатор захтева и Плејстејшн BIOS како би уопште могао бити покренут. Већина корисника прибегава нелегалном коришћењу објављених верзија, док се једини легалан начин коришћења огледа у самосталном дамповању биоса из саме конзоле. Оваква радња захтева посебне алате и виши ниво стручности корисника.

## Plugin-ови
Да бисте успешно покренули ePSXe биће вам потребни и следећи плугинови: 
- GPU: Већина ових plugin-ова ради са Direct3D-ом, OpenGL-ом или са Glide-ом, они су слободни за употребу и могу се наћи на многим интернет страницама.
- Sound: Овај  plugin је задужен за емулацију звука и доступан је као и претходно поменути plugin-ови.
- CD-ROM: ePSXe већ долази са основним plugin-ом, али се може заменити многобројним алтернативама које пружају посебне погодности.
- Input: Основни plugin је и овде сасвим довољан, али се може заменити ради постизања додатних могућности, као што је на пример прикључивање и управљање оригиналним Плејстејшн контролером.